# Panuškův dub
Panuškův dub je památný strom, který roste u vsi Kochánov. Pojmenován byl po akademickém malíři, který jej proslavil.

## Základní údaje
- název: Panuškův dub
- výška: 21 m (1994)[1], 26 m (2009)[1], 24 m[2]
- obvod: 430 cm (1994)[1], 495 cm (2009)[1], 480 cm[2]
- věk: 300 let (1994)[1], 195 let (2009)[1], 350-400 let[2]

Strom roste po pravé straně silnice ze směru Světlá nad Sázavou - Lipnická Dobrá Voda u stavení s číslem popisným 23. Proslavil jej akademický malíř Jaroslav Panuška, žák Julia Mařáka. Zamiloval si místní krajinu a aby tu mohl pracovat, koupil v Kochánově pozemky a postavil si na nich srub pod dubem, který se později stal prvkem mnoha jeho obrazů.

## Další zajímavosti
Dubu byl věnován prostor v pořadu České televize Paměť stromů, konkrétně v dílu č. 11., Stromy umělců. Také jej ve svém díle zachytil akademický malíř Jaroslav Turek.